# Ánimo Delincuencia
«Ánimo Delincuencia»  es una canción perteneciente a la banda mexicana de rock Molotov. Salió a la venta como sencillo el 18 de febrero de 2014, días después salió a la venta el lado B «La Verga» en formato digital y en LP. Es el primer inédito de la banda después de casi 7 años, posterior a Eternamiente (2007). «Ánimo delincuencia» se esperaba que fuese incluido en el álbum Agua maldita, pero finalmente no entró en el tracklist final.

## Sinopsis
“Ánimo Delincuencia” transporta a Molotov a una de las películas mexicanas de antaño, la conocida "La banda de los Panchitos", que retrata cómo eran y cómo vivían los jóvenes que formaban sus bandas o pandillas en aquella época. El videoclip fue dirigido por Olallo Rubio. En él, muestra a la banda como parte de la recreación de la película ya mencionada.
"Ánimo Delincuencia" hace alusión a la frase que gritó Rafael Caro Quintero al ingresar a un reclusorio en 1986, tras ser capturado.